# Okręg St. Gallen
St. Gallen (niem. Wahlkreis St. Gallen) – okręg w Szwajcarii, w kantonie St. Gallen.  
Okręg składa się z dziewięciu gmin (Gemeinde) o powierzchni 157,67 km² i o liczbie mieszkańców 123 274.

## Gminy
1. Andwil
2. Eggersriet
3. Gaiserwald
4. Gossau
5. Häggenschwil
6. Muolen
7. St. Gallen
8. Waldkirch
9. Wittenbach